# 學士圓金星介
學士圓金星介（学名：Cyprinotus scholiosus）为金星介科圓金星介屬下的一个种。